# Abdolreza Barzegari
Abdolreza Barzegari (en persa: عبدالرضا برزگری‎; Abadán, Irán; 3 de julio de 1958) es un exfutbolista de Irán que jugaba en la posición de centrocampista.

## Carrera

### Club
| Periodo   | Club                 |
| --------- | -------------------- |
| 1974–1979 | Sanat Naft Abadan FC |
| 1979–1982 | Al-Nasr SC           |
| 1982–1992 | Qatar SC             |
| 1992–1994 | Al-Masry SC          |

### Selección nacional
Participó con la selección juvenil en la Copa Mundial de Fútbol Juvenil de 1977 donde jugó tres partidos. Debutó con la selección absoluta en un partido amistoso en Tehran el 6 de septiembre de 1978 ante Unión Soviética. Con la selección participó en la clasificación para los Juegos Olímpicos de Moscú 1980 y la Copa Asiática 1980 y se retiraría en 1980 durante la revolución iraní, registrando ocho goles en 15 partidos.

## Logros

### Club
- Copa del Jeque Jassem: 3

1983, 1984, 1987

### Individual
- Equipo Ideal de la Copa Asiática 1980.

## Estadísticas

### Goles con la selección nacional
| # | Fecha     | Ciudad              | Rival                  | Resultado |
| - | --------- | ------------------- | ---------------------- | --------- |
| 1 | 27-2-1980 | Singapur            | China                  | 2-2       |
| 2 | 7-3-1980  | Singapur            | India                  | 2–0       |
| 3 | 9-3-1980  | Singapur            | Sri Lanka              | 11-0      |
| 4 | 9-3-1980  | Singapur            | Sri Lanka              | 11-0      |
| 5 | 12-3-1980 | Singapur            | Singapur               | 4-0       |
| 6 | 7-9-1980  | Abu Dhabi, UAE      | Emiratos Árabes Unidos | 3-0       |
| 7 | 22-9-1980 | Kuwait City, Kuwait | Bangladés              | 7-0       |
| 8 | 22-9-1980 | Kuwait City, Kuwait | Bangladés              | 7-0       |